# Arc 1950
Arc 1950 is een skidorp en resort in het Franse wintersportgebied Les Arcs, deel van Paradiski. Het bevindt zich zo'n 2050 meter boven zeeniveau op het grondgebied van de gemeente Bourg-Saint-Maurice in het departement Savoie. Het werd aangelegd begin jaren 2000.

## Geografie
Arc 1950 ligt in het zuidwesten van de gemeente Bourg-Saint-Maurice. Het ligt in de Vallée de l'Arc, een hangende vallei van de Haute Tarentaise, meer bepaald op het relatief vlakke deel van de valleibodem net voor ze versmalt tot een nauw en steil dal. Arc 1950 bevindt zich op zo'n 2050 meter boven zeeniveau, een 50 à 100 meter onder het oudere skidorp Arc 2000, dat ten oosten ervan op de valleiwand is ingeplant. Beide skidorpen worden ontsloten door de D119, die via Arc 1600 naar Bourg-Saint-Maurice voert.

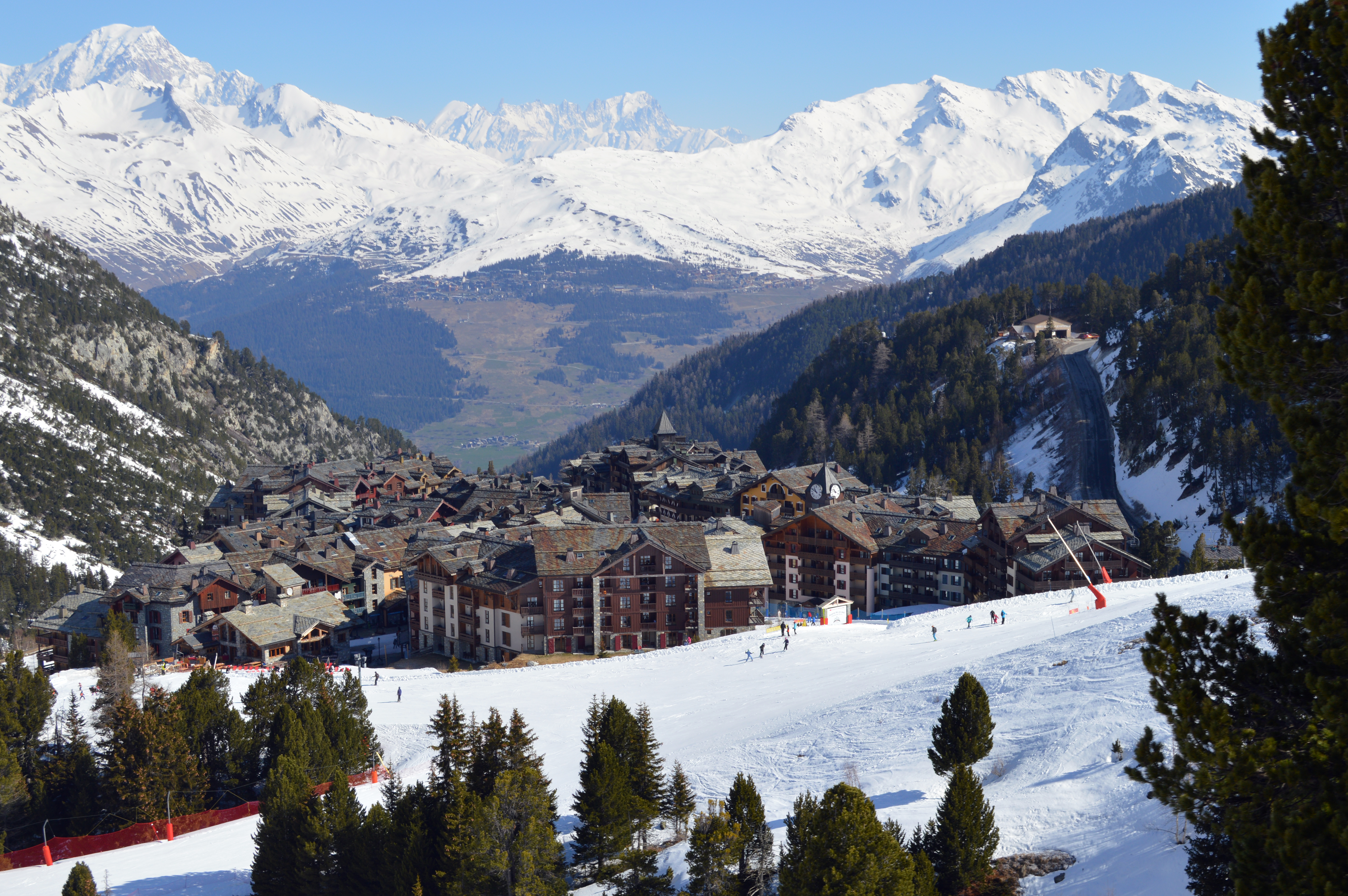
Arc 1950 gezien vanaf het zuidzuidwesten, met de Mont Blanc in de achtergrond (links)
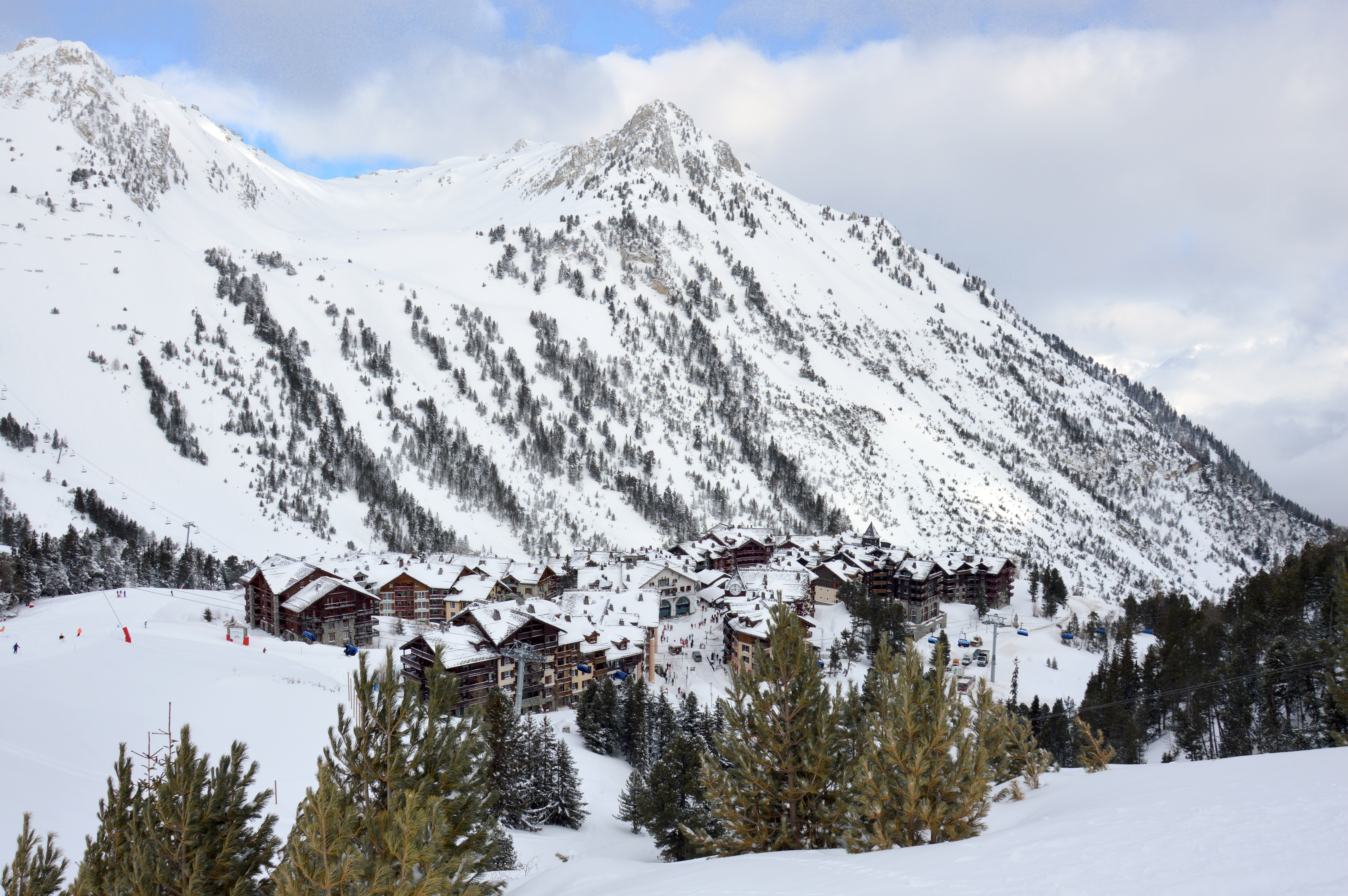
Arc 1950 gezien vanaf het zuidoosten, met de Pointe du Petit Fond Blanc (2497 m) en Pointe des Fours (2469 m) in de achtergrond
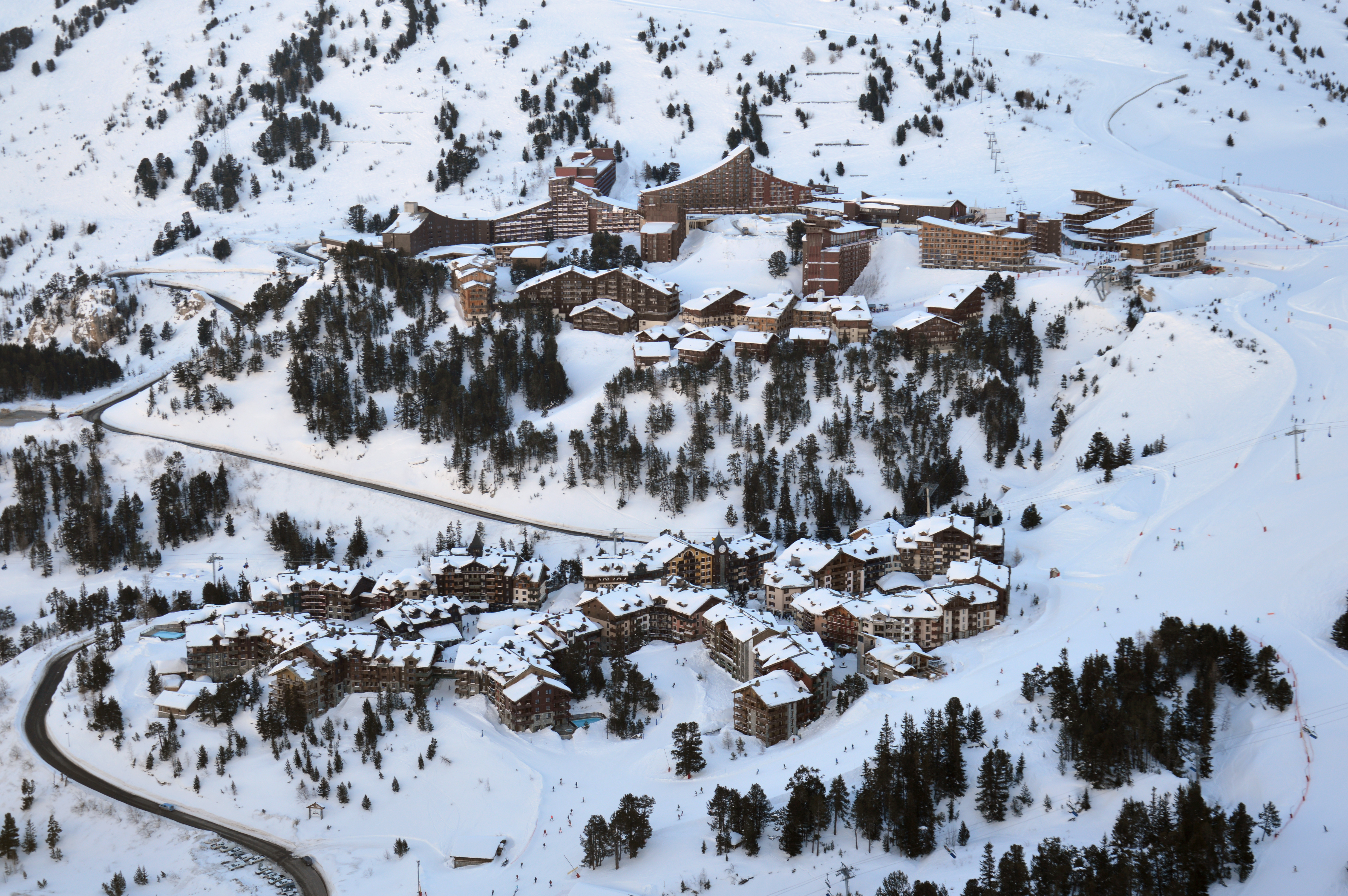
Arc 1950 en Arc 2000 gezien vanaf Bois de l'Ours, een piste die afdaalt van de Pointe du Petit Fond Blanc  in het westen

## Geschiedenis

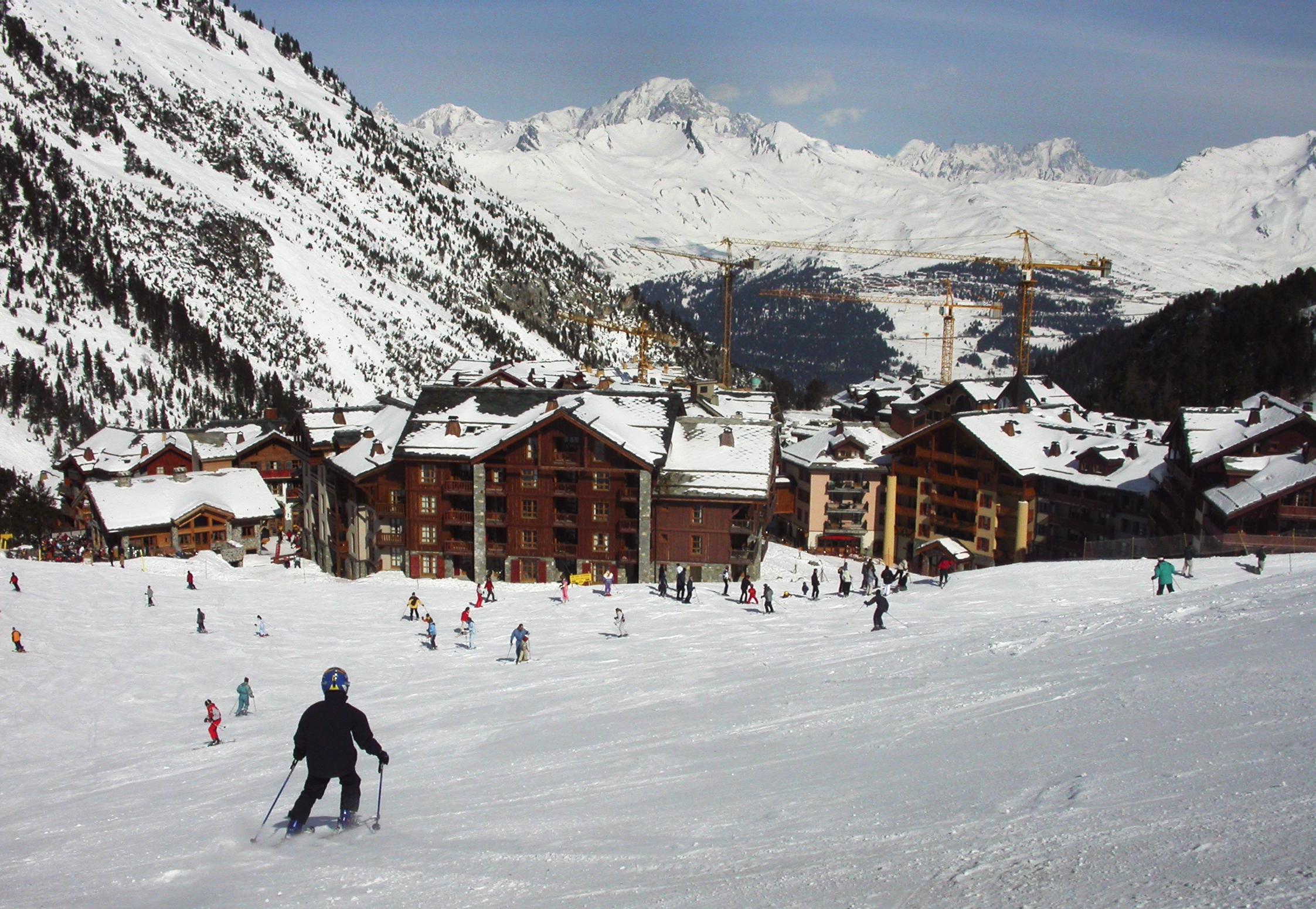
Arc 1950 in 2006, tijdens de bouw van de noordelijke uitbreiding

Arc 1600, Arc 1800 en Arc 2000 werden speciaal voor de wintersport ontwikkeld in de jaren 60 en 70. Arc 1950 werd nadien, in de jaren 2000, ontwikkeld door de Canadese ontwikkelaar Intrawest. De eerste fase opende in de winter van 2003/2004; in de daaropvolgende jaren werd het nog uitgebreid. Arc 1950 was de eerste ontwikkeling van Intrawest in een Europees skigebied. Daarbij werd het businessmodel gehanteerd om de faciliteiten te financieren door eerst appartementen te bouwen en verkopen (vaak nog voor de bouw). Het kan daarnaast beschouwd worden als een voorbeeld van disneyficatie. Het dorp stemt overeen met hoe een hoofdzakelijk Angelsaksisch cliënteel (bij de eerste fase van Arc 1950 werd 70% van de appartement aan Britten verkocht en 10% aan Noord-Amerikanen) zich een Savoyaards dorp inbeeldt.
In 2007 werd de noordelijke uitbreiding van het dorp opgeleverd. Sindsdien werd er amper bijgebouwd. In 2021/2022 werd aan de voet van het dorp een nieuw hotel geopend, het eerste van Arc 1950.

## Resort
Het dorp vormt een architecturaal geheel dat bestaat uit ogenschijnlijk aparte bouwwerken in een Savoyaardse bouwstijl, en verschilt in dat opzicht van de modernistische hoogbouw in Arc 1600, Arc 1800 en Arc 2000. Achter de gevarieerde façades bevinden zich acht 5-sterren-residenties met huurappartementen, die worden uitgebaat door Pierre & Vacances. In totaal zijn er 3600 bedden. In de dorpskern bevinden zich een aantal horecazaken, winkels voor skiverkoop en -verhuur, twee skischolen, voedings- en souvenirwinkels, een immokantoor, een kinderdagverblijf en een wellness.
Het volledige dorp is voetgangersgebied. Er lopen skipistes langsheen Arc 1950 en er kan voorzichtig door de straten geskied worden. Onder het dorp vertrekken twee skiliften, Bois de l'ours en Marmottes. Verder bergafwaarts vertrekken de stoeltjesliften Comborcière en Pré Saint Esprit, waarvan de laatste zijdelings over Arc 1950 passeert. Vanuit het dorp vertrekt de gratis gondelbaan Cabriolet naar Arc 2000. In totaal hebben skiërs toegang tot zo'n 160 liften en 260 pistes in Paradiski.
Aan de D119 aan de oostrand van het dorp is een bushalte van de gratis shuttlebus tussen Arc 1600 en Arc 2000.

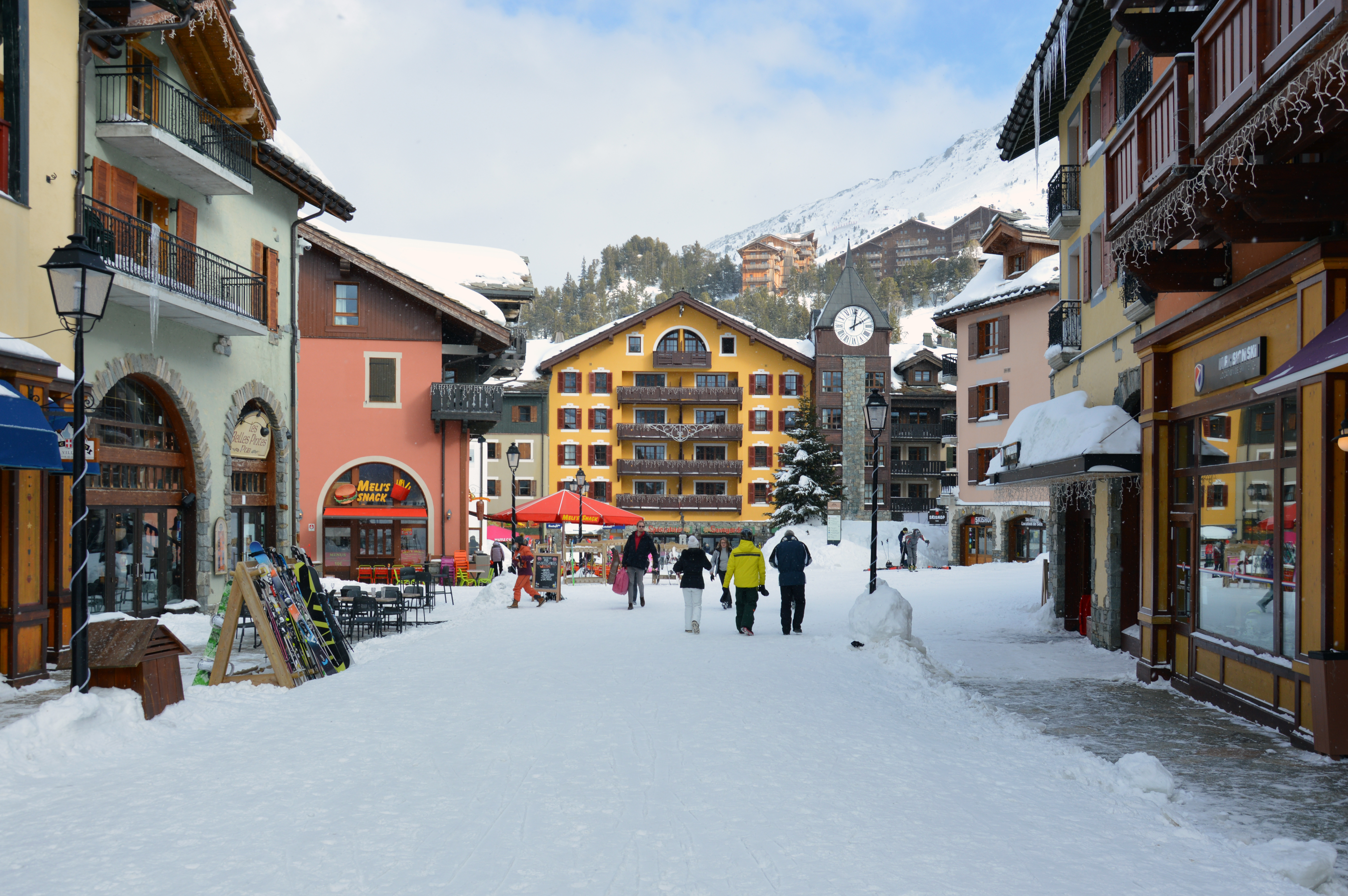
Hoofdstraat naar het centraal pleintje, Place de l'horloge
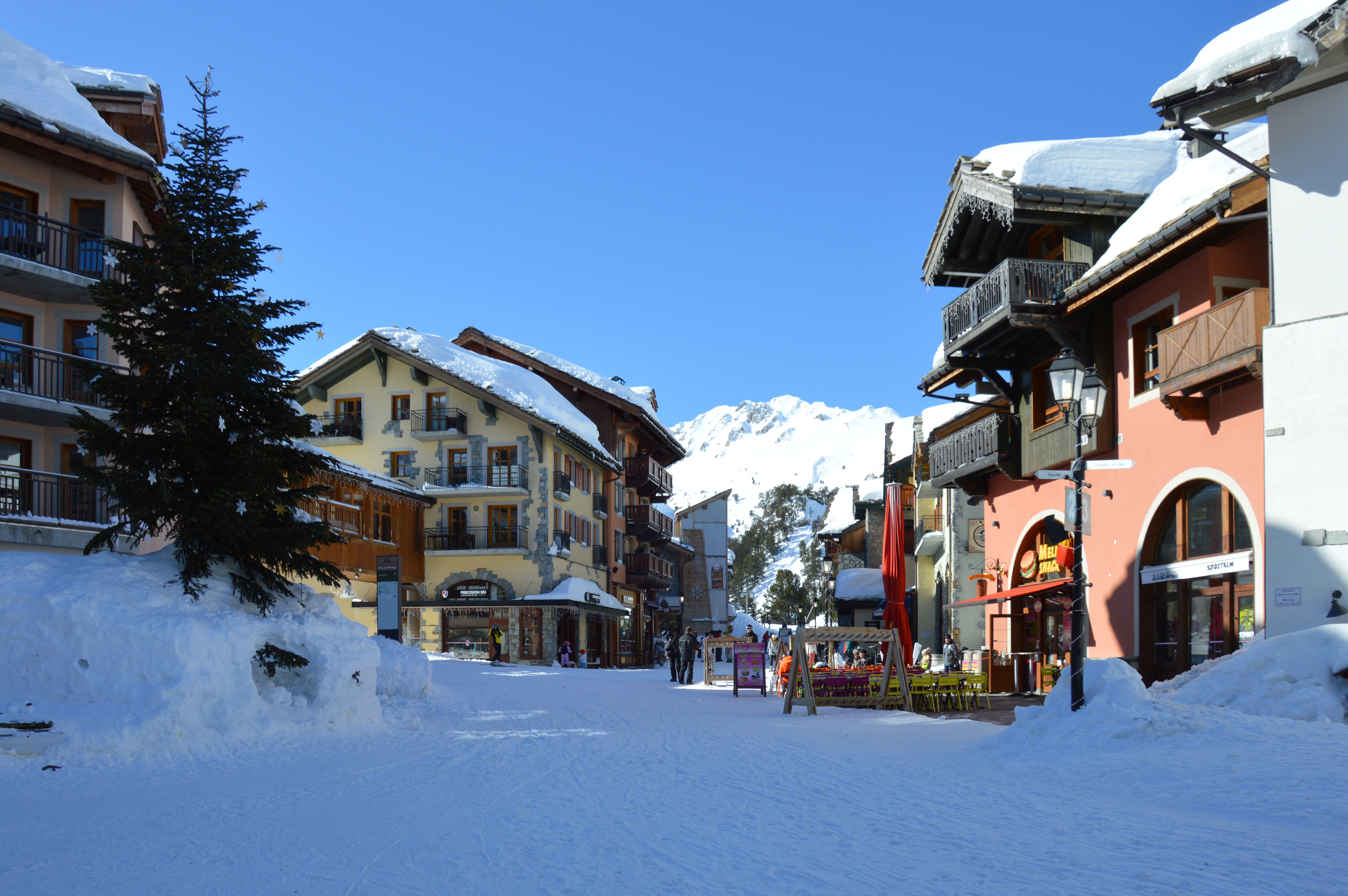
Zicht in de andere richting
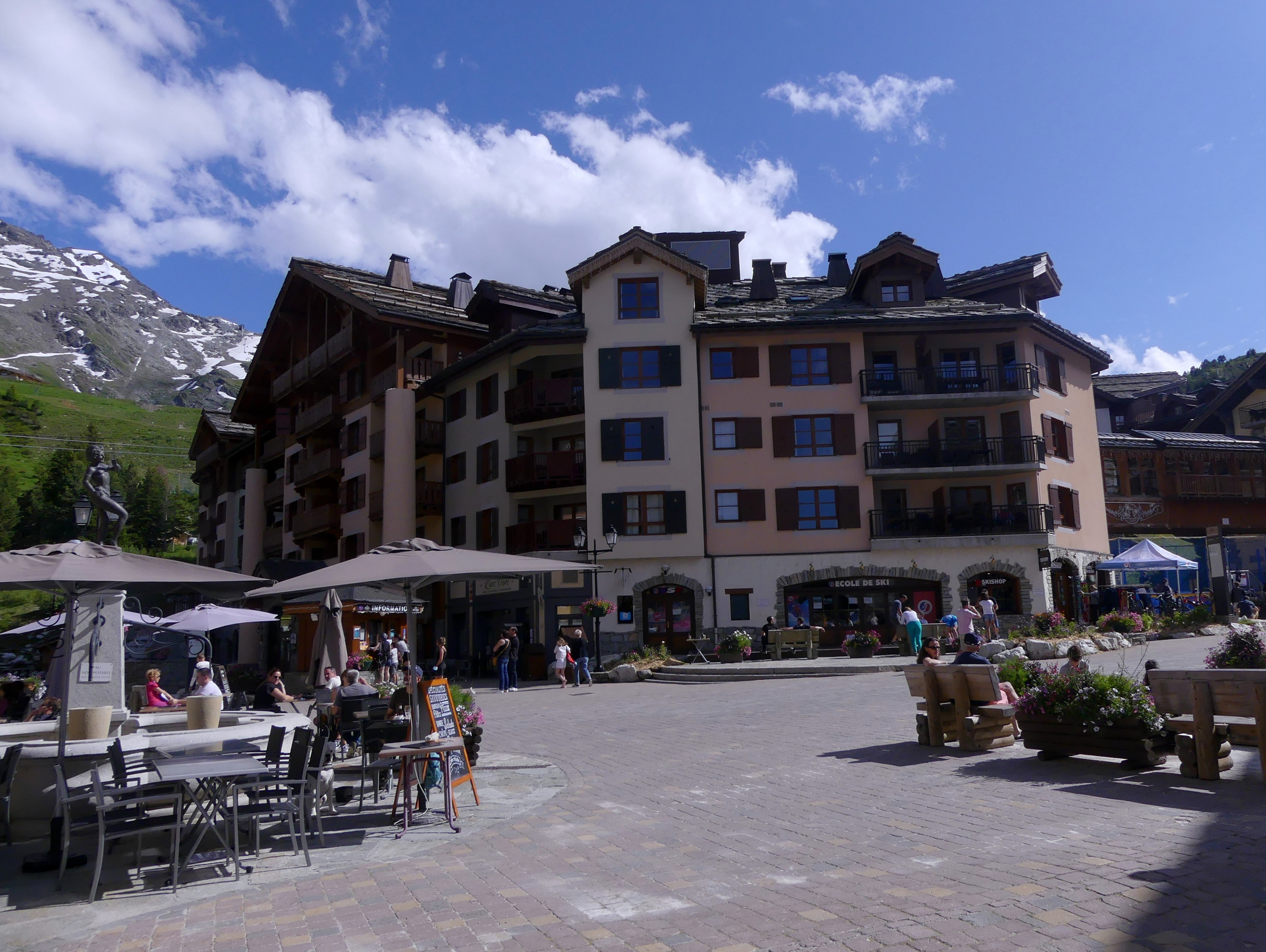
Dorpskern in de zomer